# Graceful Party Vol 1
Graceful Party Vol. 1 là một tour diễn trực tiếp của nhóm nhạc nữ Hàn Quốc The Grace, được biết đến với tên gọi Tenjochiki ở Nhật Bản. Đầu tiên, chỉ một vài địa điểm được lên lịch diễn, nhưng vì sự phản hồi nhiệt tình từ các Shapley nên phải có thêm địa điểm diễn cho các cô gái. Địa điểm diễn cuối cùng, taih Daikanyama UNIT ở Tokyo, đặc biệt có ca khúc Here, một ca khúc trình bày kết hợp với nhóm nhạc hip-hop của Nhật - CLIFF EDGE.

## Danh sách biểu diễn
1. Boomerang
2. Pirahna
3. Pardon Me??
4. Sweet Flower
5. 5CM
6. さよならの向こうに (Dana Solo) (Sayonara no mukō ni)
7. Rock'n Roll Star (Lina Solo)
8. To Be Real (Cheryl Lynn)
9. Get on the Floor
10. Do you know? (Sunday Solo)
11. Juicy Love
12. What U Want (Stephanie Solo)
13. The Club
14. Jumpin' Jumpin'(Destiny's Child)
15. My Everything

##### Encore
1. One More Time, OK?
2. I'll Kiss You

## Website liên kết
- TENJOCHIKI Official Website Lưu trữ ngày 30 tháng 9 năm 2011 tại Wayback Machine